# تاريخ الاقتصاد في العالم

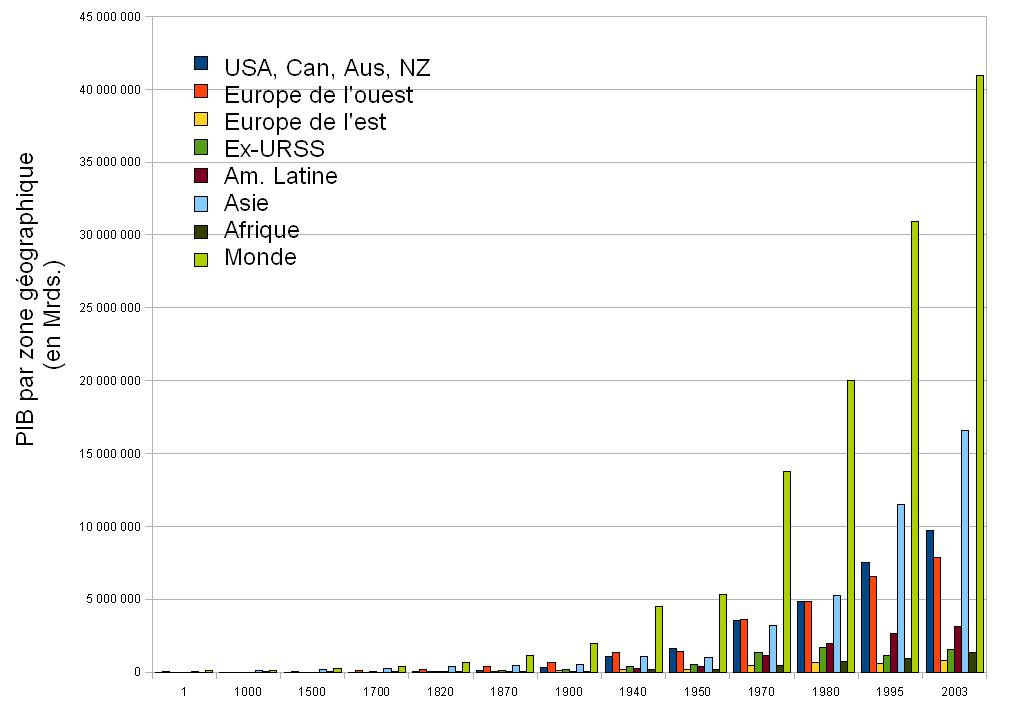

تاريخ الاقتصاد هو رصد للممارسات اليومية للوحدة الاقتصادية - بدءاً من الإنسان كفرد ثم كجزء من جماعة ثم الجماعة ككل ثم المؤسسة التنظيمية لشئون الجماعة- على مر العصور وسعية لتعظيم القيمة مع خفض الجهد المبذول للحصول عليها مع ذكر محاولات علماء الاجتماعيات المستمرة لتنظير هذا السلوك اليومي.

## ما قبل التاريخ
فترة ما قبل التاريخ أو العصر الحجري تتميز بنشاطات بسيطة هي الصيد و قطف المنتجات لتوفير الغذاء. تتميز كذلك :
- باستعمال النار في تغيير الأغذية
- صناعة بعض الأدوات البدائية تلتها الثياب وأشياء أخرى
- أولى التبادلات : إهداء ومقايضة وغصب.

حسب آدم سميث، فإن هذه الفترة شهدت أيضا تقاسم المهام داخل القبيلة فظهر الصياد والراعي والصناعي ...إلخ